# Тюрин, Николай Алексеевич
Николай Алексеевич Тюрин (15 марта 1923, Грачёвский район — 29 июня 2005) — советский педиатр, доктор медицинских наук, академик Международной академии Высшей школы, заслуженный деятель науки Российской Федерации (1995), почётный профессор Российского университета дружбы народов, почётный член Богемо-Словацкой медицинской ассоциации им. Пуркинье, член-корреспондент Кубинского общества аллергологов.

## Биография
Родился 15 марта 1923 года в селе Грачёвка Оренбургской области. В июне 1941 года Н. А. Тюрин получил диплом с отличием об окончании фельдшерской школы г. Уральска, а в августе 1941 года был призван в ряды Красной Армии. Пройдя от Сталинграда до Румынии, гвардии старший лейтенант медицинской службы Н. А. Тюрин в составе сводного полка 2-го Украинского фронта принимал участие в Параде Победы 24 июня 1945 года в Москве.
В 1952 году с отличием, именным стипедиантом, окончил 1-й Московский медицинский институт и был рекомендован в клиническую ординатуру на кафедру детских болезней. В 1958 году он защитил кандидатскую диссертацию «Сердечно-сосудистая система при бронхиальной астме у детей», а в 1969 году — докторскую: «Бронхиальная астма у детей».
С 1975 года он возглавил кафедру детских болезней Университета Дружбы народов, в период 1981—1985 годы был деканом медицинского факультета.
7 февраля 1995 года за большой вклад в подготовку высококвалифицированных многонациональных кадров и заслуги в укреплении и развитии международных связей в области науки и высшего образования было присвоено почётное звание «заслуженный деятель науки Российской Федерации».
Сфера его научной деятельности — вопросы патогенеза, клиники, патоморфологии и лечения бронхиальной астмы детского возраста.
Был ведущим программ Центрального телевидения «Здоровье детей» и «Мамина школа» в 1976—1984 годы; членом правления Всероссийского общества педиатров и председателем правления Московского общества детских врачей; ответственным секретарем и заместителем главного редактора журнала «Педиатрия».
Им опубликовано более 300 научных работ, в том числе 3 монографии и учебник «Детские болезни», подготовлено 39 кандидатов и докторов наук.
Награждён 16 боевыми орденами и медалями, в том числе орденами «Отечественной войны», «Красная звезда», медалями «За отвагу», «За боевые заслуги». По его инициативе и при его непосредственном участии было издано три сборника об участниках Отечественной войны 1941—1945 гг.
Умер 29 июня 2005 года. Похоронен в Москве на Хованском кладбище.